# Monticelli Brusati
Monticelli Brusati ist eine norditalienische Gemeinde (comune) mit 4598 Einwohnern (Stand 31. Dezember 2023) in der Provinz Brescia in der Lombardei. Die Gemeinde liegt etwa 15,5 Kilometer nordwestlich von Brescia in der Franciacorta. Der Iseosee liegt etwa 4 Kilometer in nordwestlicher Richtung von Monticelli Brusati. Die Gemeinde ist Teil der Comunità montana del Sebino Bresciano.